# Préfecture de Yomou
La préfecture de Yomou est une subdivision administrative de la région de Nzérékoré, en Guinée. Le chef-lieu est la ville de Yomou.

## Subdivision administrative
La préfecture de Yomou est subdivisée en sept (7) sous-préfectures: Yomou-Centre, Banié, Bheeta, Bignamou, Bowé, Djécké et Péla.

## Population
En 2016, la préfecture comptait 122 237 habitants.

## Personnalité
- Mathieu Kpogomou (?-), député de Youmou de 2020 en 2021.

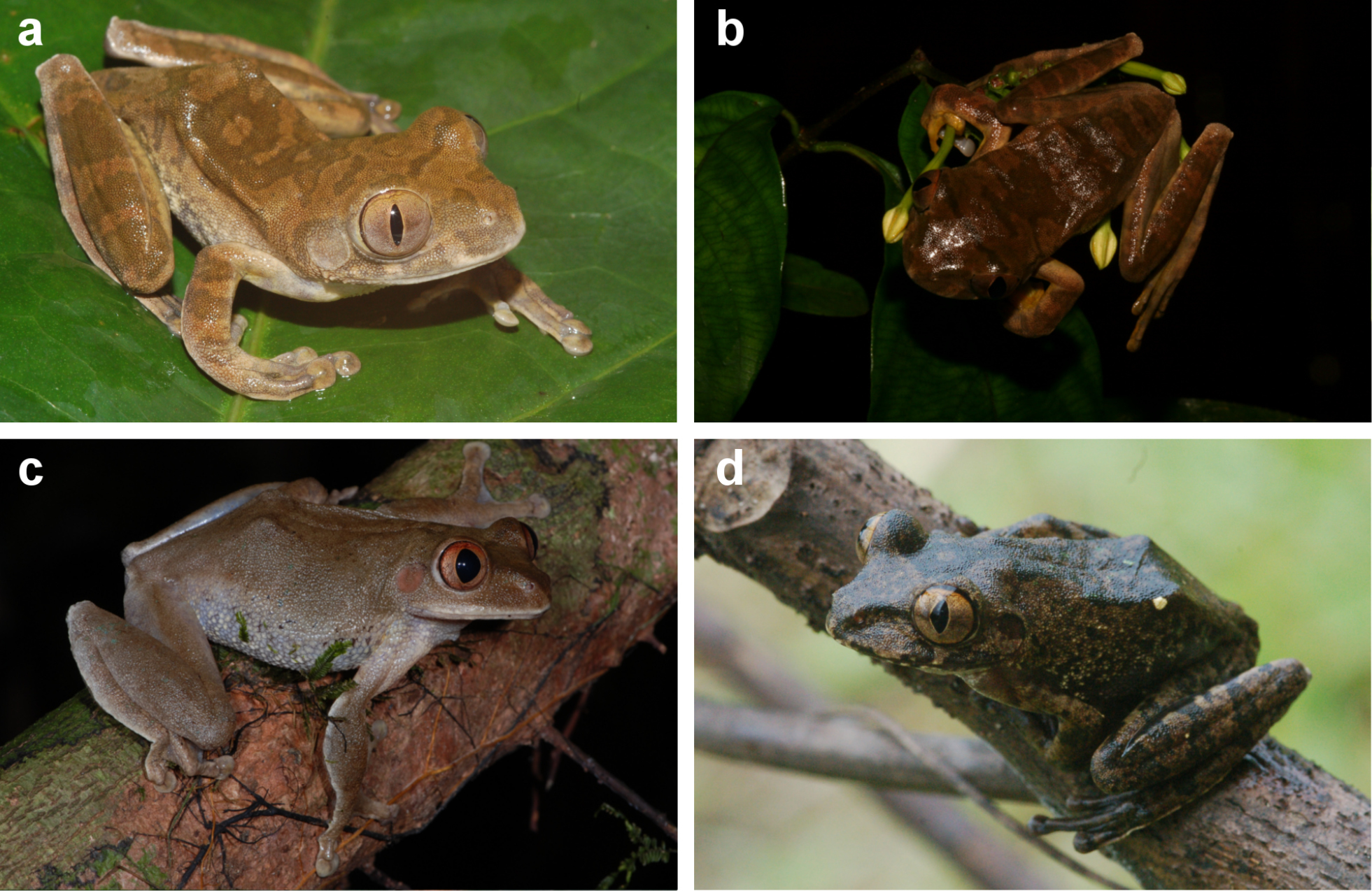
Leptopelis à Yomou